# Посох Якова

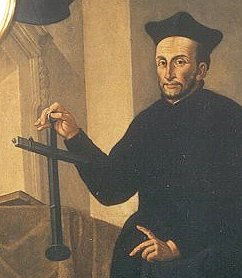
Иоганн Баптист Цисат (1587—1657) с посохом Якова

Посох Якова (лат. radius astronomicus — астрономический радиус), также якобштаб (лат. baculus Jacobi), — один из первых инструментов для астрономических наблюдений, служащий для измерения углов. Используется в астрономии, навигации и геодезии.
В навигации инструмент называется поперечным жезлом и используется для определения широты судна путём измерения высоты Полярной звезды или солнца. В наше время название «посох Якова» применяется в основном применительно к инструменту для геодезии.

## История
Происхождение названия инструмента неясно. Некоторые ссылаются на библейского патриарха Иакова. Возможно, название произошло от сходства инструмента с Орионом, который на некоторых средневековых звёздных картах именовался Иаковом. Название поперечный жезл связывают с крестообразной формой инструмента.
Посох Якова появился в 1300-х годах. Первоначально он состоял из одной рейки и использовался для астрономических измерений. Впервые он был описан еврейским математиком Бен Гершомом из Прованса. Однако по всей видимости он позаимствовал это изобретение у Якова Бен Макира, которые также жил в Провансе в тот же период. Приписывание авторства астроному XV века Георгу Пурбаху выглядит менее достоверным, поскольку Пурбах родился после 1423 года. Возможно, речь идёт о другом инструменте с таким же названием. Мэй утверждает, что корни инструмента восходят к Халдеям, ко времени около 400 года до нашей эры.
Хотя принято считать, что Леви Бен Гершом первым описал посох Якова, имеется достаточно доказательств того, что китайский учёный Шэнь Ко (1031—1095) эпохи империи Сун в своём очерке «Записки о ручье снов» 1088 года описал посох Якова. Шэнь проявлял интерес к древним предметам. Однажды он обнаружил в своём саду нечто похожее на арбалет. Он понял, что если переделать это устройство, то можно построить прибор, пригодный для измерения высоты удалённых гор, подобно тому, как математики измеряют высоту объектов методом триангуляции.
В индийской астрономии поперечный жезл, известный как ясти-янтра, использовался уже во время Бхаскары (1114—1185). Его конструкция варьировалась от простого шеста до V-образно соединённых реек, предназначенных специально для определения углов с помощью градуированной шкалы.
В эпоху Возрождения голландский математик и топограф Мэтиус, как известно, разработал свой собственный посох Якова. Известно также[кому?], что Гемма Фризиус усовершенствовал этот инструмент.

## Конструкция
Состоит из перпендикулярных реек — продольной и поперечной, которая может скользить вперёд и назад. Для проведения измерения продольную перекладину наводят на астрономический объект, затем поперечную рейку (ригель) передвигают, пока она не начинает указывать на второй объект; градуировка на рейках показывает угол между этими направлениями.

Чертёж посоха Якова по оригинальному описанию Ралбага
Открывающий скрытое или посох Якова. Колышки в углах сделаны для удобства пользователя
Шкала для снятия показаний. Герсонид учёл, что угол на инструменте и угол внутри глаза отличаются, и сумел ввести количественную поправку на эту ошибку[10]

Чтобы измерять углы в разных диапазонах величин, нужно было иметь несколько ригелей разной длины. Самым распространённым случаем были инструменты с тремя ригелями. В более поздних изделиях вместо сменных ригелей стали использовать один с колышком для обозначения конца ригеля. Эти колышки устанавливались в одном из нескольких пар отверстий, расположенных симметрично по обе стороны ригеля. Это дало те же возможности по измерению с меньшим количеством деталей. Ригели в конструкции Фризиуса имели скользящий ползун для обозначения конечной точки.

## Применение
Штурман приставляет один конец основной рейки к щеке чуть ниже глаза. Он настраивается на линию горизонта через конец нижней части ригеля (или через отверстие в латунном фитинге) и перемещает ригель вдоль основной рейки, пока не увидит солнце (или другой объект измерения) на другом конце ригеля. Для вычисления высоты цели нужно прочитать позицию ригеля по шкале на основной рейке. Эта величина преобразуется в угловую меру путём поиска значения в специальной таблице. Если угол слишком большой, используют два конца ригеля.